# Родна кућа Пере Тодоровића
Родна кућа Пере Тодоровића се налазила у месту Водице у Паланачкој општини. Подигнута је средином 19. века и имала је статус споменика културе.

## Пера Тодоровић
Пера Тодоровић (1852−1907) новинар и политичар, био је један од родоначелника српског модерног журнализма и уз Николу Пашића један од оснивача Народне радикалне странке 1881. године. Осим што је био идеолог и организатор странке, био је и главни новинар страначког гласила „Самоуправа“, а касније дугогодишњи власник и новинар дневног листа „Мале новине“.

## Изглед куће
Његова родна кућа налази се у непосредној близини центра села. Подигнута је у дворишту на благој падини која је искоришћена за формирање подрума испод дела куће. У основи је правоугаона са извученим улазом у подрум. Приземље је просторно подељено на „кућу“, гостинску собу, три спаваће собе и оставу. Поред репрезентативне гостинске собе, у приземљу је карактеристична зидана пећ, која је истовремено загревала све просторије и била камин у „кући“. Зидови су бондручне конструкције са испуном од опеке, постављени на темељима од опеке. Кров на кући је сложен, покривен бибер црепом.
Својом површином и функционалном организацијом унутрашњег простора родна кућа Пере Тодоровића припада развијеном типу сеоске куће једне имућне породице из средине 19. века. Кућа је срушена.